# Acrimony
Acrimony war eine britische Stoner-Doom-Band aus Swansea, die im Jahr 1991 gegründet wurde und sich 2001 auflöste.

## Geschichte
Die Band wurde im Jahr 1991 gegründet und bestand aus dem Sänger Dorian Walters, den Gitarristen Stuart O’Hara und Lee Davies, dem Bassisten Paul „Mead“ Bidmead und dem Schlagzeuger Darren Ivey. Nach der Veröffentlichung einiger Demos und der Single Solstice Sadness bei dem belgischen Label Shiver Records unterzeichnete die Gruppe einen Vertrag bei Godhead Records, worüber 1994 das Debütalbum Hymns to the Stone erschien. Das Album wurde vom Tortoise-Corpse-Mitglied Tim Hammill produziert. Nach der Veröffentlichung ging die Band zusammen mit der schottischen Gruppe In Extremis auf Tournee. Bei demselben Label schloss sich The Acid Elephant E.P. an. Nach einem Wechsel zu Peaceville Records folgte die Veröffentlichung des zweiten Albums im Jahr 1996 unter dem Namen Tumuli Shroomaroom. Das Album wurde von Andy Sneap im Square Centre in Nottingham aufgenommen und wurde von Dave Chang abgemischt. Acrimony coverte die Lieder Oh Baby von Status Quo und Exploitation von Doom für den Peaceville-Records-Sampler X. Aufgrund schlechter Album-Verkaufszahlen trennte sich das Label jedoch wieder von der Band. 1996 erschien bei Game Two Records eine Split-Veröffentlichung zusammen mit Iron Rainbow. Die letzten Aufnahmen der Band aus dem Jahr 1999 erschienen als Split-Veröffentlichung zusammen mit Church of Misery im Jahr 2004 bei Game Two Records. Über Leab Hound Records erschien im April 2007 die Kompilation Bong On – Live Long!. Die Band löste sich im Jahr 2001 auf. In ihrer Karriere konnte die Gruppe unter anderem zusammen mit Count Raven, Solstice und Carcass spielen. Später gründeten vier der fünf Mitglieder die Band Sigiriya.

## Stil
Eduardo Rivadavia von Allmusic ordnete die Band dem Stoner Rock zu und schrieb, dass die Band den Spuren von Kyuss folgt. Die Riffs würden an Black Sabbath erinnern und auch Space-Rock-Einflüsse von Hawkwind und Fuzz-Effekte wie bei Blue Cheer seien zu hören. rockdetector.com ordnete die Band dem Doom Metal der 1970er Jahre zu. Martin Popoff schrieb in seinem Buch The Collector's Guide of Heavy Metal Volume 3: The Nineties über The Acid Elephant E.P. dass die Gruppe hierauf ähnlich wie Cathedral und Black Sabbath klinge. Das Schlagzeugspiel klinge wie das von Bill Ward. Der Gesang sei kein Growling, sondern eher Klargesang, was ihn an Saint Vitus und The Obsessed erinnerte. The Ultimate Hard Rock Guide Vol I – Europe schrieb, dass die Band neben Doom-Metal- auch leichte Hardcore-Punk-Einflüsse verarbeitet. Michael Lorant vom Metal Hammer attestierte der Band in seiner Rezension zu Hymns to the Stone einen starken Einfluss des Black-Sabbath-Albums Master of Reality. Ohne dieses Album hätte es Acrimony in dieser Form nicht geben können, wobei es sich bei Hymns to the Stone eher um eine Weiterentwicklung des Sounds als eine Rekonstruktion handele. Auch Robert Müller vom selben Magazin bemerkte in seiner Rezension zu The Acid Elephant E.P. eine Ähnlichkeit zu Black Sabbath, wobei die Musik noch durch „einige WahWah-, Phaser- und Retroschock-Schleifen“ angereichert worden sei. Henning Richter, ebenfalls vom Metal Hammer, bemerkte bei Tumuli Shroomaroom, dass die Band minutenlang dasselbe Riff verwende. Die Musik erinnerte ihn an die schlechteren Werke von Saint Vitus und The Obsessed. Auch er bemerkte Einflüsse von Black Sabbath, die mit Hawkwind-Einflüssen verarbeitet worden seien. Dorian Walters gab im Interview mit Markus Müller vom Rock Hard an, dass die meisten Lieder auf Hymns to the Stone vom Drogenkonsum handeln. Müller konnte bereits zuvor durch die psychedelische Albumaufmachung und die Abbildung von Pilzen hierauf vermuten. Besonders gehe es in den Liedern laut Walters darum „stoned zu sein und Trips zu schmeißen, von Bewußtseinserweiterung, Träumen und dem Eintauchen in eine andere Welt“. Jedoch könne man die Band nicht mit Psychedelic-Rock-Bands wie Hawkwind oder Ozric Tentacles vergleichen, da man Riffs nicht so oft wiederhole und man sich stärker auf den Groove fixiere. Auch sei die Musik kein purer Doom Metal, sondern leihe aus diesem Stil nur ein paar Elemente. Er selbst bezeichnete die Musik als Heavy Rock. Die Mitglieder seien durch Bands wie Black Sabbath und Iron Maiden beeinflusst worden. Müller befand, dass Acrimony klanglich Kyuss am nächsten kommt. Laut Walters sei die Band auch ein großer Einfluss auf Acrimony.

## Diskografie
- 1993: A Sombre Thought (Demo, Eigenveröffentlichung)
- 1993: Advance 7" Tracks (Demo, Eigenveröffentlichung)
- 1993: Solstice Sadness (Single, Shiver Records)
- 1994: Hymns to the Stone (Album, Godhead Records)
- 1995: The Acid Elephant E.P. (EP, Godhead Records)
- 1996: Acrimony / Iron Rainbow (Split mit Iron Rainbow, Game Two Records)
- 1997: Tumuli Shroomaroom (Album, Peaceville Records)
- 2003: Acrimony / Church of Misery (Split mit Church of Misery, Game Two Records)
- 2007: Bong On – Live Long! (Kompilation, Leaf Hound Records)